# アルバート・ウォール
アルバート・ウォール（Albert "Rocky" Wall、1935年 - 2017年12月31日）は、イギリスのプロレスラー。サウス・ヨークシャー州ドンカスター出身。
ランカシャー・レスリングの継承者として、イギリスや西ドイツのマット界で活躍した。

## 来歴
1957年にデビューし、英国マット界の統括組織ジョイント・プロモーションズで活動。1966年2月20日にはノッティンガムにて、ビリー・ライレー・ジムの師範代でもあったビリー・ジョイスからブリティッシュ・ヘビー級王座を奪取した。
1968年5月、当時ヨーロッパを外国人招聘ルートとしていた国際プロレスに初来日。得意技の「人間ミサイル」ことフライング・ヘッドバットで若手時代のラッシャー木村を吹っ飛ばしたシーンは語り草となった。1969年春の再来日では、4月23日に板橋にてビル・ロビンソンが保持していたヨーロピアン・ヘビー級王座に挑戦したが、この試合で肩を負傷し途中帰国を余儀なくされている。
英国ではケンドー・ナガサキ、アル・ヘイズ、ハロルド坂田、シーン・リーガン、そして当時ジャン・フェレと名乗っていた駆け出し時代のアンドレ・ザ・ジャイアントとも対戦。1970年4月13日には王座決定戦でスティーブ・ベイダーを下し、ビル・ロビンソンのアメリカ進出で空位となっていたブリティッシュ・ヘビー級王座を再び獲得した。以降、ロビンソン渡米後の英国マット界をヘビー級のトップとして支え、1972年1月8日にはジョージ・ゴーディエンコから英連邦ヘビー級王座を奪取。1974年2月4日にはホースト・ホフマンを破ってヨーロピアン・ヘビー級王座も獲得している。
1975年からは独立団体のリングに単発的に出場し、1978年に引退したとされる。国際プロレスへの来日時はスタン・スタージャックやドリー・ディクソンなど北米の選手ともタッグを組んだが、ロビンソンらのようにアメリカ本土に遠征することはなかった。
2017年12月31日、死去。

## 得意技
- フライング・ヘッドバット[1][2]
  - 倒れている相手に放つダイビング式とは異なり、フライング・ショルダー・アタックの要領で助走をつけてジャンプし、立っている相手の頭部めがけ、頭から突っ込むようにして放った[1][10]。
- ダブルアーム・スープレックス
- バックキック

## 獲得タイトル
- ブリティッシュ・ヘビー級王座：3回[4]
- 英連邦ヘビー級王座：1回[8]
- ヨーロピアン・ヘビー級王座：1回[9]